# Lucas Cândido
Lucas Cândido Silva (Uberlândia, 1993. december 25. –) brazil labdarúgó, a Ponte Preta középpályása.

## Pályafutása
2025. január 1-jén visszatért a Ponte Preta csapatához.